# Nekrolog 1791
Nekrolog
◄◄
| ◄
| 1787
| 1788
| 1789
| 1790
| 1791 | 1792 | 1793 | 1794 | 1795 | ► | ►►
Weitere Ereignisse | Allgemeiner Nekrolog 1791
Die Beschreibung der verstorbenen Person sollte so kurz wie möglich gehalten sein und nur deren signifikante Tätigkeit(en) enthalten.
Neue Namen ggf. auch unter dem Geburts- und Sterbedatum, also etwa unter 1. Januar und im Geburts- und Sterbejahr (2024) eintragen (nur bei entsprechender großer Wichtigkeit). Für Beispiele siehe die schon vorhandenen Artikel.
Außerdem über die fünf zuletzt Verstorbenen, zu denen es einen ausreichend guten Artikel für eine Präsentation auf der Hauptseite gibt, nach der todesbedingten Überarbeitung der Artikel ggf. auch unter Wikipedia Diskussion:Hauptseite informieren und sie am besten auch in den anderen Wikipedia-Sprachversionen eintragen. Tipp: Regelmäßig bei news.google.de nach „ist tot“, „gestorben“ oder „verstorben“ suchen.
Wenn eine Person gestorben ist, gibt es viele Seiten zu dieser Person in der Wikipedia, die davon auch betroffen sind und entsprechend aktualisiert werden müssen. Beispiele: Namenübersichtsseite, Geburtsjahr, Geburtsort-Seiten und viele mehr.
Wie finde ich die betroffenen Seiten?
Im Suchfeld auf der linken Seite gibt man den Suchbegriff so ein: „Vorname Nachname“. Dann klickt man auf Volltext und alle Seiten mit entsprechendem Suchtext werden aufgerufen. Hier sieht man dann schnell, wo auch das Todesjahr Sinn macht oder sogar ein Teil des Artikels angepasst werden muss. Auch hilft das „Werkzeug“ auf der linken Seite sehr gut, um solche Seiten aufzufinden: „Links auf diese Seite“. Somit ist die Wikipedia wieder aktuell in allen Bereichen! Hinweis: bei Eintragung der Kategorie „Gestorben JAHR“ wird der Missbrauchsfilter 49 ausgelöst, was jedoch nicht schlimm ist. Siehe: Spezial:Missbrauchsfilter/49
Dies ist eine Liste von im Jahr 1791 verstorbenen bekannten Persönlichkeiten. Die Einträge erfolgen innerhalb der einzelnen Daten alphabetisch sortiert. Tiere sind im Nekrolog für Tiere zu finden.

## Januar
| Tag        | Name                             | Beruf, bekannt als                                                                          | Alter | Beleg |
| ---------- | -------------------------------- | ------------------------------------------------------------------------------------------- | ----- | ----- |
| 8. Januar  | Rudolph Friedrich Schultze       | deutscher evangelischer Theologe                                                            | 52    |       |
| 9. Januar  | Johann Friedrich Jugler          | deutscher Rechtshistoriker                                                                  | 76    |       |
| 10. Januar | Friedrich Ewald Ernst von Massow | deutscher Beamter                                                                           | 40    |       |
| 15. Januar | Wilhelm II. Roßhirt              | deutscher Zisterzienserabt                                                                  | 76    |       |
| 17. Januar | Friedrich Konrad Lange           | deutsch-dänischer evangelischer Geistlicher und Pädagoge                                    | 52    |       |
| 19. Januar | Eberhard Friedrich von Gemmingen | deutscher Lyriker, Komponist und württembergischer Politiker                                | 64    |       |
| 19. Januar | Friedrich Karl von Schlieben     | preußischer Generalleutnant, Amtshauptmann von Krossen und Landdrost von Rees und Isselburg |       |       |
| 20. Januar | Otto Ernst von Reineck           | preußischer Generalmajor, Kommandant des Invalidenhauses von Berlin                         | 61    |       |
| 23. Januar | François-Thomas Germain          | französischer Silberschmied                                                                 | 64    |       |
| 23. Januar | Carl Heinrich von Heineken       | deutscher Kunstschriftsteller und -sammler, Direktor des Dresdner Kupferstichkabinetts      | 83    |       |
| 24. Januar | Étienne-Maurice Falconet         | französischer Bildhauer                                                                     | 74    |       |
| 24. Januar | Johann Ernst Gaertner            | Generalsteuerdirektor des Akzisen- und Zollamtes Magdeburg                                  |       |       |
| 25. Januar | Jakow Borissowitsch Knjaschnin   | Dichter, Dramaturg, Übersetzer                                                              | 48    |       |
| 25. Januar | Carlo Domenico a Marca           | Schweizer Politiker                                                                         | 65    |       |
| 25. Januar | Giovanni Pichler                 | deutsch-italienischer Gemmenschneider                                                       | 57    |       |
| 26. Januar | Antoine-Gaspard Boucher d’Argis  | französischer Jurist und Beiträger zur Encyclopédie                                         | 82    |       |
| 27. Januar | George Bryan                     | US-amerikanischer Politiker                                                                 |       |       |
| 28. Januar | Georg Christian Oeder            | deutsch-dänischer Botaniker, Arzt und Sozialreformer                                        | 62    |       |
| 30. Januar | Claude-Carloman de Rulhière      | französischer Historiker                                                                    | 55    |       |
| 31. Januar | George Friedrich von Broecker    | preußischer Jurist, Präsident des Hofgerichts Köslin                                        |       |       |
| 31. Januar | Maximilian Sigmund von Pannewitz | königlich-preußischer Generalleutnant, Inspektor des oberschlesischen Kavallerie            | 75    |       |

## Februar
| Tag         | Name                                            | Beruf, bekannt als                                      | Alter | Beleg |
| ----------- | ----------------------------------------------- | ------------------------------------------------------- | ----- | ----- |
| 1. Februar  | Johann Hinrich Pratje                           | Generalsuperintendent und Historiker                    | 80    |       |
| 2. Februar  | Cecilia Grassi                                  | italienische Sängerin                                   |       |       |
| 3. Februar  | Matthias Faller                                 | deutscher Klosterbildhauer und Holzschnitzer            | 83    |       |
| 4. Februar  | Louis Antoine Sophie de Vignerot du Plessis     | französischer Hochadliger und Militär                   | 55    |       |
| 8. Februar  | Gabriel Christoph Benjamin Mosche               | deutscher evangelisch-lutherischer Theologe             | 67    |       |
| 10. Februar | Johann Carl Friedrich zu Carolath-Beuthen       | Fürst, Standesherr und preußischer General              | 74    |       |
| 12. Februar | Johann Benjamin Koppe                           | deutscher lutherischer Theologe                         | 40    |       |
| 14. Februar | Karl Christian Gärtner                          | deutscher Schriftsteller                                | 78    |       |
| 17. Februar | Christian Wilhelm Siegmund von Posadowsky       | preußischer Generalleutnant                             | 65    |       |
| 18. Februar | Friederike Caroline von Sachsen-Coburg-Saalfeld | Markgräfin von Brandenburg-Ansbach und Bayreuth         | 55    |       |
| 21. Februar | Josef Anton Zoller                              | österreichischer Barockmaler                            | 61    |       |
| 22. Februar | Dominicus Beck                                  | deutscher Mathematiker und Physiker                     | 58    |       |
| 22. Februar | Niklaus Blauner                                 | Schweizer Physiker, Professor für Physik und Geographie | 77    |       |
| 22. Februar | Johann Siegmund Mörl                            | deutscher evangelischer Geistlicher                     | 80    |       |
| 23. Februar | Jean-Baptiste Chavannes                         | Soldat, Vorkämpfer der haitianischen Revolution         |       |       |
| 23. Februar | Friedrich Sinner                                | Schultheiss von Bern                                    | 77    |       |
| 24. Februar | Leopold von Hartmann                            | deutscher Beamter und Landwirt                          |       |       |
| 27. Februar | Carl August Pesch                               | deutscher Violinist und Komponist                       |       |       |
| 28. Februar | Christoph Friedrich von Davier                  | anhaltischer Geheimer Rat, Brigadegeneral               | 64    |       |
| Februar     | Ludwig Christian Konrad Lammersdorf             | deutscher Geburtshelfer, Chirurg und Lehrer             |       |       |

## März
| Tag      | Name                                  | Beruf, bekannt als                                                       | Alter | Beleg |
| -------- | ------------------------------------- | ------------------------------------------------------------------------ | ----- | ----- |
| 1. März  | Peter Ahlwardt                        | deutscher Theologe und Philosoph                                         | 81    |       |
| 1. März  | Andreas Christian Odebrecht           | Bürgermeister von Greifswald                                             | 74    |       |
| 2. März  | John Wesley                           | englischer Erweckungsprediger und einer der Begründer des Methodismus    | 87    |       |
| 4. März  | Bernhard Friedrich Hummel             | deutscher Pädagoge                                                       | 65    |       |
| 7. März  | Johann Georg Arnold Oelrichs          | deutscher evangelischer Theologe und Philosoph                           | 23    |       |
| 9. März  | Jean-André Venel                      | Schweizer Arzt, Orthopäde                                                | 50    |       |
| 11. März | Mattias Benzelstierna                 | schwedischer Beamter                                                     | 77    |       |
| 13. März | Carl Heinrich Adolf von Rabenau       | preußischer Landrat                                                      | 50    |       |
| 14. März | Christoph Carl Kress von Kressenstein | deutscher Jurist und Bürgermeister                                       | 68    |       |
| 14. März | Johann Salomo Semler                  | deutscher evangelischer Theologe                                         | 65    |       |
| 16. März | Johann Just von Berger                | deutsch-dänischer Arzt                                                   | 67    |       |
| 16. März | Heinrich Friedrich Roux               | deutscher Romanist, Lexikograf und Fechtmeister französischer Abstammung | 62    |       |
| 17. März | Johann August Dathe                   | deutscher Linguist                                                       | 59    |       |
| 21. März | Carl Ignaz Geiger                     | deutscher Jurist, Schriftsteller und Radikalaufklärer                    | 34    |       |
| 21. März | Friedrich Bogislav von Tauentzien     | preußischer General aus der friderizianischen Zeit                       | 80    |       |
| 22. März | Carlo Besozzi                         | italienischer Oboist und Komponist                                       | ≈53   |       |
| 31. März | Matthias Ogden                        | General der Kontinentalarmee im Amerikanischen Unabhängigkeitskrieg      | 36    |       |
| März     | Ismail Bey                            | Emir der Mamluken und Regent in Ägypten                                  |       |       |
| März     | Amdi Worm                             | dänischer Orgelbauer und Organist                                        |       |       |

## April
| Tag       | Name                                         | Beruf, bekannt als | Alter | Beleg |
| --------- | -------------------------------------------- | --- | ----- | ----- |
| 2. April  | Honoré Gabriel de Riqueti, comte de Mirabeau | französischer Politiker, Physiokrat, Schriftsteller und Publizist                                                                       | 42    |       |
| 3. April  | John Berkenhout                              | englischer Mediziner und Naturforscher                                                                                                  | 64    |       |
| 7. April  | Friedrich Wilhelm von Witzleben              | deutscher Rittergutsbesitzer | 76    |       |
| 8. April  | Theodor de Croix                             | Ritter des Deutschen Ordens und spanischer Vizekönig von Peru                                                                           | 60    |       |
| 16. April | Nicholas Eveleigh                            | US-amerikanischer Politiker |       |       |
| 19. April | Karl von Hocke                               | kaiserlicher Generalmajor |       |       |
| 19. April | Richard Price                                | britischer Ethischer Philosoph, Prediger der Englischen Dissenter sowie ein aktiver Flugblattschreiber in der Amerikanischen Revolution | 68    |       |
| 19. April | Christian Ludolph Reinhold                   | deutscher Zeichner und Kupferstecher, Mathematiker, Physiker und Lehrer                                                                 | 51    |       |
| 22. April | Jean François                                | französischer Benediktiner, Historiker und Romanist                                                                                     | 69    |       |
| 24. April | Benjamin Harrison V                          | nordamerikanischer Plantagenbesitzer und einer der Führer der Amerikanischen Unabhängigkeitsbewegung                                    | 65    |       |
| 24. April | August Schaarschmidt                         | deutscher Mediziner | 70    |       |
| 27. April | Jan Pieters van der Bildt                    | friesischer Instrumentenbauer | 81    |       |

## Mai
| Tag     | Name                                                | Beruf, bekannt als | Alter | Beleg |
| ------- | --------------------------------------------------- | --- | ----- | ----- |
| 3. Mai  | Louis François de Monteynard                        | französischer General                                                                                                 | 77    |       |
| 3. Mai  | Christian Gottlob Richter                           | deutscher Jurist, Hochschullehrer und Philologe                                                                       | 45    |       |
| 4. Mai  | Johann Nepomuk Endres                               | Theologe, Jurist und Philosoph der katholischen Aufklärung                                                            | 61    |       |
| 9. Mai  | Francis Hopkinson                                   | Gründervater der Vereinigten Staaten                                                                                  | 53    |       |
| 12. Mai | Wenzel Trnka von Krzowitz                           | Mediziner, Hochschullehrer und Laienkomponist                                                                         | 51    |       |
| 14. Mai | Franziska Lebrun                                    | deutsche Sopranistin und Komponistin                                                                                  | 35    |       |
| 15. Mai | Marie-Thérèse de La Ferté-Imbault                   | französische Salonnière                                                                                               | 76    |       |
| 17. Mai | Johann Ernst von Zabeltitz                          | preußischer Generalmajor                                                                                              |       |       |
| 18. Mai | Karl Wolfgang von Frankenberg und Ludwigsdorf       | preußischer Generalmajor, Amtshauptmann in Freienwalde und Neuenhagen, Erbherr von Hirschfelde, Küpper und Droscheyde | 60    |       |
| 22. Mai | Johan Andreas Murray                                | schwedischer Botaniker und Mediziner                                                                                  | 51    |       |
| 22. Mai | Johann Andreas Anton von Scholten                   | königlich preußischer Generalmajor, Schriftsteller und Gründer der wissenschaftlichen Gesellschaft in Treuenbrietzen  | 67    |       |
| 26. Mai | Joseph von Spaur                                    | Bischof von Brixen | 72    |       |
| 28. Mai | Joseph Schmitt                                      | deutscher Komponist und Musikverleger                                                                                 |       |       |
| 29. Mai | Nicholas Brown senior                               | Händler aus Providence, Rhode Island                                                                                  | 61    |       |
| 30. Mai | Ildefons Haas                                       | deutscher Musiker und Benediktiner                                                                                    | 56    |       |
| 31. Mai | Johann Friedrich Bauder                             | Händler, Bürgermeister der Stadt Altdorf und Entdecker des dortigen Marmors                                           | 78    |       |
| 31. Mai | Emanuel Mendes da Costa                             | britischer Zoologe und Paläontologe                                                                                   | 73    |       |
| Mai     | Albrecht Dietrich Gottfried von und zum Egloffstein | königliche preußischer Generalleutnant, Gouverneur von Königsberg, Memel, Pillau                                      |       |       |

## Juni
| Tag      | Name                                    | Beruf, bekannt als                                                                        | Alter | Beleg |
| -------- | --------------------------------------- | ----------------------------------------------------------------------------------------- | ----- | ----- |
| 2. Juni  | Peter Viktor von Besenval               | Schweizer Militär in französischen Diensten                                               | 69    |       |
| 5. Juni  | Joseph Adalbert von Desfours            | kaiserlich-königlicher Hauptmann und Herr der ostböhmischen Herrschaft Náchod (1786–1791) | 57    |       |
| 5. Juni  | Frederick Haldimand                     | Schweizer General in britischen Diensten, Generalgouverneur von Kanada                    | 72    |       |
| 6. Juni  | Karl Ignaz von Clary und Aldringen      | Präsident der k.k. Krondomäne Temescher Banat und Vorsitzender der Banater Bergdirektion  | 61    |       |
| 10. Juni | Toussaint-Guillaume Picquet de la Motte | französischer Admiral                                                                     | 70    |       |
| 15. Juni | Karl August von Schwartz                | preußischer Generalleutnant, Gouverneur von Neisse                                        | 75    |       |
| 17. Juni | Selina Hastings                         | englische Adlige und Mitbegründerin des Methodismus                                       | 83    |       |
| 20. Juni | Adam Struensee                          | deutscher evangelischer Theologe und Generalsuperintendent                                | 82    |       |
| 22. Juni | Catherine Macaulay                      | englische Schriftstellerin und Frauenrechtlerin                                           | 60    |       |
| 25. Juni | Conrad Wilhelm von Ahlefeldt            | General und Kriegsminister                                                                | 83    |       |
| 26. Juni | Philipp Wilhelm Gercken                 | deutscher Historiker und Heraldiker                                                       | 69    |       |
| 27. Juni | Johann Heinrich Merck                   | Darmstädter Schriftsteller                                                                | 50    |       |
| 30. Juni | Joachim Otto Adolph von Bassewitz       | Gutsbesitzer und Kammerherr                                                               | 74    |       |
| 30. Juni | Jean-Baptiste Descamps                  | französischer Maler und Schriftsteller                                                    | 84    |       |

## Juli
| Tag      | Name                                   | Beruf, bekannt als                                              | Alter | Beleg |
| -------- | -------------------------------------- | --------------------------------------------------------------- | ----- | ----- |
| 2. Juli  | Søren Abildgaard                       | dänischer Naturwissenschaftler, Autor und Illustrator           | 73    |       |
| 6. Juli  | Christian Ludwig von Isenburg-Birstein | hessen-kasselscher General und deutscher Prinz                  | 80    |       |
| 7. Juli  | Georg Hermann Richerz                  | deutscher lutherischer Theologe                                 | 35    |       |
| 13. Juli | Karl Heinrich Joseph von Sickingen     | Geheimrat und Chemiker                                          |       |       |
| 14. Juli | Pietro Belly                           | piemontesischer Offizier und Montanwissenschaftler              |       |       |
| 14. Juli | Joseph Gärtner                         | deutscher Botaniker                                             | 59    |       |
| 16. Juli | Adam Stephen                           | US-amerikanischer Arzt und Offizier                             |       |       |
| 17. Juli | Joachim Georg Darjes                   | Schriftsteller                                                  | 77    |       |
| 17. Juli | Martin Dobrizhoffer                    | Jesuit, Missionar und Ethnologe                                 |       |       |
| 24. Juli | Ignaz von Born                         | österreichischer Mineraloge, Geologe                            | 48    |       |
| 25. Juli | Franz Ludwig Herrmann                  | deutscher Maler                                                 | 68    |       |
| 25. Juli | Isaac Low                              | britischer Politiker im kolonialen Nordamerika                  | 56    |       |
| 25. Juli | Jean-Baptiste Weyler                   | französischer Miniaturmaler und Emailleur                       | 44    |       |
| 27. Juli | Friedrich Wilhelm Richter              | deutscher Geistlicher und Pädagoge                              | 64    |       |
| 29. Juli | James Manning                          | US-amerikanischer Baptistenpastor und Politiker                 | 52    |       |
| 30. Juli | Johann Gottfried Hermann               | deutscher lutherischer Theologe und sächsischer Oberhofprediger | 83    |       |
| Juli     | Daniel Houghton                        | Afrikaforscher                                                  |       |       |

## August
| Tag        | Name                             | Beruf, bekannt als                                             | Alter | Beleg |
| ---------- | -------------------------------- | -------------------------------------------------------------- | ----- | ----- |
| 2. August  | Ermenegildo Costantini           | italienischer Maler                                            | 60    |       |
| 2. August  | Johann Rudolph Anton Piderit     | deutsche evangelischer Theologe, Geistlicher und Pädagoge      | 70    |       |
| 7. August  | Johann Friedrich Alexander       | erster Fürst zu Wied (1784–1791)                               | 84    |       |
| 8. August  | Johann Georg Rauhe               | deutscher Garnisonsschulmeister, Fälscher von Geschichtswerken | 52    |       |
| 9. August  | Johann Anton Kobrich             | deutscher Organist und Komponist                               |       |       |
| 11. August | Jón Steingrímsson                | isländischer Priester                                          | 62    |       |
| 22. August | Johann David Michaelis           | deutscher Orientalist und Theologe                             | 74    |       |
| 22. August | Giustiniana Wynne                | Autor                                                          |       |       |
| 23. August | Jeanne de Saint-Rémy             | französische Adlige und Drahtzieherin der Halsbandaffäre       | 35    |       |
| 23. August | Johann Jacob Tischbein           | deutscher Maler                                                | 66    |       |
| 24. August | Caroline von Keyserling          | deutsche Künstlerin und Gesellschaftsdame                      | 63    |       |
| 25. August | Johann Benedikt von Groeling     | preußischer Generalleutnant                                    | 64    |       |
| 25. August | Pietro Domenico Paradisi         | italienischer Komponist und Lehrer                             |       |       |
| 27. August | Placidus Fixlmillner             | österreichischer Astronom und Benediktiner                     | 70    |       |
| 27. August | Johann Christoph David von Leger | württembergischer Baumeister und Architekt                     | 89    |       |
| 29. August | John Sumner                      | britischer Seemann                                             |       |       |
| 29. August | George Stewart                   | britischer Seemann                                             |       |       |
| August     | Franz Josef Sulzer               | österreichischer Historiker und Rumänist                       | 64    |       |

## September
| Tag           | Name                                 | Beruf, bekannt als | Alter | Beleg |
| ------------- | ------------------------------------ | --- | ----- | ----- |
| 1. September  | Ambrosius Franziskus von Spee        | kurpfälzischer Geheimrat und Kammerherr, Schlossherr                                                                                      | 60    |       |
| 2. September  | František Kočvara                    | böhmischer Geiger und Komponist |       |       |
| 4. September  | Daniel Nettelbladt                   | deutscher Jurist und Professor der Halleschen Universität                                                                                 | 72    |       |
| 4. September  | Ernst Elwert                         | Amtmann zu Dornberg | 62    |       |
| 5. September  | Christoph Jezler                     | Schweizer Mathematiker und Physiker, gelernter Kürschner                                                                                  | 56    |       |
| 5. September  | Johann Baptist Ignaz Wolf            | böhmischer Organist und Komponist | 75    |       |
| 6. September  | Gebhard Friedrich Ludolph von Angern | preußischer Landrat und Gutsbesitzer | 65    |       |
| 6. September  | Georg Friedrich Brandes              | hannoverscher Jurist, Kunst- und Büchersammler                                                                                            |       |       |
| 7. September  | Jakob Wegelin                        | Schweizer Historiker, evangelischer Theologe und Philosoph                                                                                | 70    |       |
| 10. September | Iwan Hryhorowytsch-Barskyj           | ukrainischer Architekt des Barock | 78    |       |
| 12. September | Georg Wilhelm Wahnschaffe            | preußischer Oberamtmann, Braunschweig-Lüneburgischer Drost, Unternehmer, Landesverbesserer und vielfacher Domänen- und Rittergutsbesitzer | 81    |       |
| 17. September | Tomás de Iriarte                     | spanischer Schriftsteller und Übersetzer                                                                                                  | 40    |       |
| 18. September | Elias Caspar Reichard                | deutscher Pädagoge und Schriftsteller | 76    |       |
| 23. September | Carl von Gontard                     | deutscher Architekt | 60    |       |
| 30. September | Jacob Pach                           | österreichischer Priester, letzter Abt des Stiftes Klein-Mariazell                                                                        | 79    |       |
| September     | Joseph Wood                          | US-amerikanischer Politiker |       |       |

## Oktober
| Tag         | Name                                        | Beruf, bekannt als                                                                           | Alter | Beleg |
| ----------- | ------------------------------------------- | -------------------------------------------------------------------------------------------- | ----- | ----- |
| 4. Oktober  | Johann Joseph Hackl                         | österreichischer Politiker und Bürgermeister von St. Pölten                                  | 75    |       |
| 6. Oktober  | Maria Franziska von den fünf Wunden Christi | Ordensfrau, Heilige                                                                          | 76    |       |
| 7. Oktober  | William Burnet                              | US-amerikanischer Politiker                                                                  | 60    |       |
| 8. Oktober  | Claus Friedrich von Reden                   | Mitbegründer der Bergakademie Clausthal und hannoverscher Berghauptmann (1769–1791)          | 55    |       |
| 9. Oktober  | Johann Gottlieb Riedel                      | deutscher Architekt, Maler und Hofbauinspektor                                               | 69    |       |
| 10. Oktober | Christian Friedrich Daniel Schubart         | deutscher Dichter, Musiker, Komponist und Journalist                                         | 52    |       |
| 11. Oktober | Johann Castillon                            | Mathematiker, Philosoph und Hochschullehrer                                                  | 83    |       |
| 11. Oktober | Frobenius Forster                           | katholischer Philosoph, Historiker und Pädagoge                                              | 82    |       |
| 11. Oktober | William Gage, 2. Viscount Gage              | britischer Adeliger und Politiker                                                            | 73    |       |
| 12. Oktober | Anna Louisa Karsch                          | deutsche Dichterin                                                                           | 68    |       |
| 16. Oktober | Grigori Alexandrowitsch Potjomkin           | russischer Feldmarschall, Vertrauter und Günstling der russischen Zarin Katharina der Großen | 52    |       |
| 18. Oktober | João de Loureiro                            | portugiesischer Missionar und Botaniker                                                      | 74    |       |
| 20. Oktober | Jean-Joseph Rive                            | französischer Bibliothekar und Autor                                                         | 61    |       |
| 21. Oktober | Christoph Heinrich Chappuzeau               | evangelisch-lutherischer Theologe, Konsistorialrat und Abt im Kloster Loccum                 | 65    |       |
| 22. Oktober | Heinrich Friedrich Delius                   | deutscher Mediziner                                                                          | 71    |       |
| 22. Oktober | Jacob Vernes                                | Schweizer evangelischer Geistlicher                                                          | 63    |       |
| 25. Oktober | Herbert Mackworth, 1. Baronet               | britischer Politiker, Industrieller und Adliger                                              | 54    |       |
| 26. Oktober | Joseph Freiherr von Sperges                 | österreichischer Diplomat                                                                    | 66    |       |

## November
| Tag          | Name                                 | Beruf, bekannt als                                                                              | Alter | Beleg |
| ------------ | ------------------------------------ | ----------------------------------------------------------------------------------------------- | ----- | ----- |
| 4. November  | Johann Friedrich Scheuchler          | deutscher Beamter                                                                               |       |       |
| 4. November  | Thomas Gadsden                       | US-amerikanischer Offizier in der Kontinentalarmee und Politiker der Province of South Carolina |       |       |
| 5. November  | Josef Bardarini                      | italienisch-österreichischer Theologe und Bibliotheksdirektor                                   | 83    |       |
| 8. November  | Pierre Brigot                        | französischer Missionar der Pariser Mission                                                     | 78    |       |
| 9. November  | Johann Heinrich Justus Köppen        | deutscher Philologe und Pädagoge                                                                | 35    |       |
| 11. November | Johann Gottfried Kiel                | deutscher Maler und Kantor                                                                      | 74    |       |
| 12. November | Heinrich Paulizky                    | deutscher Arzt und Schriftsteller                                                               | 39    |       |
| 13. November | Chrysostomus Forchner                | deutscher Barockmaler                                                                           | 70    |       |
| 16. November | Ernst Peter von Podewils             | preußischer Offizier und Landrat                                                                | 54    |       |
| 18. November | Nikolaus Lauxen                      | deutscher Architekt des Spätbarocks                                                             | 69    |       |
| 22. November | Johann Esaias Silberschlag           | Theologe und Naturwissenschaftler                                                               | 70    |       |
| 25. November | Giovanni Battista Ferrandini         | italienischer Komponist                                                                         |       |       |
| 26. November | Johann Jakob Pfeiffer                | deutscher evangelischer Theologe                                                                | 51    |       |
| 27. November | Jacob Friedrich von den Brincken     | kaiserlich-königlicher Feldmarschalleutnant                                                     |       |       |
| 28. November | Louis Marie Bretagne de Rohan-Chabot | französischer Adliger und Offizier                                                              | 81    |       |
| November     | Friedrich Christian Göring           | evangelischer Theologe und Generalsuperintendent in Pommern                                     | 55    |       |

## Dezember
| Tag          | Name                                      | Beruf, bekannt als | Alter | Beleg |
| ------------ | ----------------------------------------- | --- | ----- | ----- |
| 1. Dezember  | Peter Immanuel Hartmann                   | deutscher Mediziner | 64    |       |
| 2. Dezember  | Simon Heinrich Sack                       | deutscher Jurist, Königlich Preußischer Hof- und Justiz-Commissions-Rat in Glogau, Stifter der Hofrat Simon Heinrich Sack’schen Familienstiftung | 68    |       |
| 3. Dezember  | Christian Georg Schütz der Ältere         | deutscher Maler und Kupferstecher | 73    |       |
| 5. Dezember  | Wolfgang Amadeus Mozart                   | Komponist der Wiener Klassik | 35    |       |
| 9. Dezember  | Edward Winnington, 1. Baronet             | britischer Politiker |       |       |
| 10. Dezember | Jakob Joseph Frank                        | jüdischer Sektenführer |       |       |
| 12. Dezember | Jean-François Alliette                    | französischer Okkultist und Tarotforscher |       |       |
| 13. Dezember | Mathieu Tillet                            | französischer Botaniker, Agronom, Verwaltungsbeamter und Metallurge                                                                              | 77    |       |
| 14. Dezember | Johann Franz Christoph Steinmetz          | deutscher evangelischer Theologe | 61    |       |
| 17. Dezember | David Tevele Schiff                       | Großrabbiner des Vereinigten Königreichs |       |       |
| 20. Dezember | Christian Wilhelm Haken                   | deutscher evangelischer Pfarrer und Schriftsteller                                                                                               | 68    |       |
| 21. Dezember | Arnaud Berquin                            | französischer Kinder- und Jugendbuchautor | 44    |       |
| 24. Dezember | Joseph Leonz Ignaz Sartori von Rabenstein | Schweizer Beamter, Landshofmeister | 70    |       |
| 25. Dezember | Claus Fasting                             | norwegischer Redakteur, Autor und Kritiker | 45    |       |
| Dezember     | Caspar Stoll                              | deutscher Entomologe |       |       |

## Datum unbekannt
| Tag | Name                          | Beruf, bekannt als                                                                       | Alter | Beleg |
| --- | ----------------------------- | ---------------------------------------------------------------------------------------- | ----- | ----- |
|     | Johann Jakob Adam             | deutscher Goldschmied                                                                    |       |       |
|     | Giambattista Gherardo d’Arco  | nationalökonomischer Autor                                                               |       |       |
|     | Dutty Boukman                 | Anführer des ersten entscheidenden Sklavenaufstandes 1791 in Saint-Domingue, heute Haiti |       |       |
|     | Rafael Antonio Castellanos    | guatemaltekischer Komponist und Domkapellmeister                                         |       |       |
|     | Abraham Darby III             | englischer Eisenfabrikant und Erbauer der Ironbridge                                     |       |       |
|     | Salomon Michael David         | deutscher Bankier und Unternehmer                                                        |       |       |
|     | Giuseppe Demachi              | italienischer Violinist und Komponist der Vorklassik                                     |       |       |
|     | Anton Heinrich du Plat        | kurhannoverscher Oberstleutnant und Kartograf                                            |       |       |
|     | Gabriel Pierre Martin Dumont  | französischer Architekt und Radierer                                                     |       |       |
|     | Julius August von der Horst   | preußischer Minister                                                                     |       |       |
|     | Jamyang Könchog Jigme Wangpo  | 2. Jamyang Shepa der Gelug-Schule des tibetischen Buddhismus                             |       |       |
|     | Dyre Kearney                  | US-amerikanischer Politiker                                                              |       |       |
|     | Martin Friedrich Knoblauch    | preußischer Bauinspektor                                                                 |       |       |
|     | Joseph Franz Malcote          | deutscher Maler                                                                          |       |       |
|     | Marie-Anne-Catherine Quinault | französische Schauspielerin                                                              | ≈95   |       |
|     | Ngawang Tshülthrim            | 1. Tshemönling-Regent                                                                    |       |       |
|     | Sayakumane                    | Regent und König des Königreiches Champasak                                              |       |       |
|     | Suriyavong II.                | König des laotischen Königreichs Luang Phrabang                                          |       |       |